# Andreï Sabourov
Pour les articles homonymes, voir Sabourov.
Andreï Alexandrovitch Sabourov (en russe : Андре́й Алекса́ндрович Сабу́ров) (1837—1916), est un homme politique russe qui fut ministre de l'Instruction publique du 24 avril 1880 au 24 mars 1881. Il est le fondateur de la Société de la défense des femmes.

## Biographie
Il naît dans une famille de la bonne société. Son père est propriétaire terrien d'une famille de la noblesse remontant au XVIe siècle ; dans la table des rangs, il est conseiller d'État effectif. Il a combattu pendant la guerre russo-turque de 1828-1829. La mère d'Andreï Sabourov est née Benketieva, famille de la bonne noblesse. Andreï Sabourov poursuit ses études au prestigieux lycée impérial Alexandre.
Plus tard, il travaille à la chancellerie du conseil des ministres avec le rang de conseiller titulaire. En 1859, il est au 2e département du ministère de la Justice. Le 23 avril 1861, il reçoit le titre de Kammerjunker de la Cour et le mois suivant d'assesseur de collège. En 1863-1864, Sabourov dirige la commission d'administration pénitentiaire, puis il est haut secrétaire (Obersekretar) de la 2e section du 5e département du sénat et en 1866, haut secrétaire du département de cassation pénale. Ensuite il est vice-président du tribunal de district de Saint-Pétersbourg. Il continue de gravir les échelons de l'administration pour être en 1872 vice-directeur du département de la Justice. Le 14 décembre 1872, il atteint le rang de conseiller d'État au sommet de la table des rangs.
De 1875 à 1880, Sabourov dirige le territoire académique de Dorpat. Il est fait conseiller privé en 1879. Il est élu membre honoraire de diverses sociétés savantes, comme l'institut archéologique en 1881. Il est également élu membre honoraire de l'académie impériale des sciences.
Du 24 avril (6 mai) 1880 au 24 mars (5 avril) 1881, il est ministre de l'instruction publique, succédant au comte Tolstoï. Milioutine note à l'époque dans son Journal : « A. A. Sabourov est un homme agréable, sympathique et honnête, mais il ne peut pas être longtemps maintenu à son poste » et remarque la faiblesse de son caractère et sa simplicité.
Andreï Sabourov est une personnalité politique aux idées libérales. Après l'assassinat d'Alexandre II (1er mars 1881), son fils Alexandre III lui succède, tournant résolument le dos à toute réforme libérale. Andreï Sabourov comme d'autres ministres de l'ancien empereur est alors invité à démissionner. Il est nommé sénateur.
Il est fait conseiller privé effectif en 1898 et membre du conseil d'État en 1899. Il est président du 1er département de 1906 à 1916.

## Famille
Il épouse une fille du comte Sologoub (le fameux écrivain), Élisabeth Vladimirovna, dont il a deux filles, Marie morte en 1870 en bas âge et Alexandra (1872-1937) qui épouse Sergueï Chidlovski (Szydlowski) (1861-1922) dont elle a cinq enfants, Andreï, Alexandre, Marie, Youri et Sophie.

## Décorations
- Ordre de Sainte-Anne 3e classe (23.12.1862)
- Ordre de Saint-Vladimir 3e classe (01.11.1869)
- Ordre de Sainte-Anne 1re classe (01.07.1875)
- Ordre de Saint-Vladimir 2e classe (01.01.1883)
- Ordre de l'Aigle blanc (01.01.1888)
- Ordre de Saint-Vladimir 1re classe (?)
- Ordre de Saint-Alexandre-Nevski avec brillants (01.01.1903)